# Josef Kohaut
Ne doit pas être confondu avec Karl Kohaut.
Josef Kohaut (ou Kohout, Kohault ; né le 4 mai 1738 à Saaz et mort probablement avant juillet 1777 à Paris) est un compositeur et luthiste bohémien.

## Biographie
Josef Kohout naît dans une famille de musiciens : son père est organiste à Saaz (aujourd’hui Žatec), au Nord-Ouest de Prague. Il est trompettiste de la troupe dans l'armée autrichienne, mais il a fait défection pour se rendre en France, où on le connaît comme compositeur et luthiste de la chapelle Louis-François de Bourbon, prince de Conti où il est engagé. À ce titre, il a écrit un certain nombre d'opéras pour la Comédie Italienne, et des sonates pour clavecin. Son plus grand succès est Le Serrurier sur un livret de François-Antoine Quétant, puisqu’il est cité cinq ans après sa création du 20 décembre 1764 et que le livret a été traduit en allemand, néerlandais, tchèque et suédois.
La date de décès de Joseph Kohaut est incertaine. Les auteurs ont longtemps donné 1793, mais passé 1770, il n'y a aucune trace de lui, sauf un document de juillet 1777, qui se réfère à la succession de Joseph Cohaut.
Dans la bibliographie ancienne, il est souvent mentionné comme le frère du compositeur viennois et luthiste lui aussi, Karl Kohaut. Mais selon les travaux récents, ils n’ont aucune parenté.

## Œuvres (sélection)
Ses six symphonies se trouvent dans les catalogues d'éditeur, mais sont présumées perdues. Elles sont parues dans la collection intitulée : « La Melodia Germanica » (Paris 1758) avec des œuvres de Johann Stamitz, Franz Xaver Richter et Georg Christoph Wagenseil.
Musique instrumentale
- 6 Sonates pour clavecin avec accompagnement de violon et violoncelle (Paris, vers 1763)
- 8 Trios pour clavecin, harpe ou luth, avec accompagnement de violon et de contrebasse (Paris, 1767)
- Sonates pour clavecin et luth (auteur incertain, publié sous le nom Kohault)

Musique sacrée
- Salve Regina pour chœur et violoncelle obligato et orchestre (1763)
- Dominus regnavit (1764)
- Cantate Dominum

Opéras
- Le Serrurier (1764)
- Le Tonnelier, pasticcio (1765) avec d'autres compositeurs
- La Bergère des Alpes (1766)
- Sophie, ou le Mariage caché (1768)
- La Closière, ou le Vin nouveau, (Fontainebleau, 1770)